# Terre Valserhône
Die Terre Valserhône (kurz CCTV und mit Zusatz L’interco) ist ein französischer Gemeindeverband mit der Rechtsform einer Communauté de communes im Département Ain, dessen Verwaltungssitz sich in der Gemeinde Valserhône befindet.
Der Gemeindeverband besteht aus zwölf Gemeinden und zählt 21.657 Einwohner (Stand 2022) auf einer Fläche von 225,76 km². Präsident des Gemeindeverbandes ist Patrick Perréard.
Die Terre Valserhône wurde am 30. Dezember 2002 gegründet. Zu den Kompetenzen des Gemeindeverbandes gehören
- Raumplanung, vor allem die Ausarbeitung und Überwachung des Schéma de Cohérence Territoriale (SCoT) und die Umsetzung des Regionalvertrages für nachhaltige Entwicklung (Contrat de développement durable Rhône-Alpes);
- Entwicklung und Förderung wirtschaftlicher Aktivitäten sowie des Tourismus;
- Abfallwirtschaft;
- Bau und Unterhalt von kulturellen und sportlichen Einrichtungen;
- soziale Angelegenheiten;
- Verbesserung des öffentlichen Nahverkehrs auf dem Gebiet des Gemeindeverbandes.

## Historische Entwicklung
Zum 1. Januar 2014 änderte der Gemeindeverband seinen bisherigen Namen Communauté de communes du Pays Bellegardien in den aktuellen Namen um.

## Mitgliedsgemeinden
Folgende zwölf Gemeinden gehören der Terre Valserhône an:
| Gemeinde              | Einwohner 1. Januar 2022 | Fläche km² | Dichte Einw./km² | Code INSEE | Postleitzahl |
| --------------------- | ------------------------ | ---------- | ---------------- | ---------- | ------------ |
| Billiat               | 669                      | 13,70      | 49               | 01044      | 01200        |
| Champfromier          | 709                      | 32,40      | 22               | 01081      | 01410        |
| Chanay                | 595                      | 18,10      | 33               | 01082      | 01420        |
| Confort               | 676                      | 11,66      | 58               | 01114      | 01200        |
| Giron                 | 174                      | 9,39       | 19               | 01174      | 01130        |
| Injoux-Génissiat      | 1.123                    | 29,61      | 38               | 01189      | 01200        |
| Montanges             | 348                      | 13,70      | 25               | 01257      | 01200        |
| Plagne                | 166                      | 6,20       | 27               | 01298      | 01130        |
| Saint-Germain-de-Joux | 505                      | 11,27      | 45               | 01357      | 01130        |
| Surjoux-Lhopital      | 140                      | 7,99       | 18               | 01215      | 01420        |
| Valserhône            | 16.162                   | 62,53      | 258              | 01033      | 01200        |
| Villes                | 390                      | 9,21       | 42               | 01448      | 01200        |
| Terre Valserhône      | 21.657                   | 225,76     | 96               | –          | –            |